# Campeonato Mundial de Atletismo de 2009 - Salto em altura masculino
O salto em altura masculino do Campeonato Mundial de Atletismo de 2009 ocorreu entre nos dias 19 e 21 de agosto no Olympiastadion, em Berlim.

## Recordes
Antes desta competição, os recordes mundiais e do campeonato nesta prova eram os seguintes:
| Tipo                  | Atleta           | Altura | Local     | Data                 | Ref |
| --------------------- | ---------------- | ------ | --------- | -------------------- | --- |
|                       | Javier Sotomayor | 2,45   | Salamanca | 21 de julho de 1993  | ver |
| Recorde do campeonato | Javier Sotomayor | 2,40   | Stuttgart | 22 de agosto de 1993 | ver |

## Medalhistas
| Ouro                   | Prata                  | Bronze                                      |
| Yaroslav Rybakov (RUS) | Kyriakos Ioannou (CYP) | Sylwester Bednarek (POL) · Raul Spank (GER) |

## Resultados

### Eliminatórias
Estes são os resultados das eliminatórias. Os 31 atletas inscritos foram divididos em dois grupos, se classificando para a final os que atingissem a marca de 2,30m (Q) ou, no mínimo, doze atletas com as melhores marcas (q).

#### Grupo A
| Pos. | Atleta                   | 2.10 | 2.15 | 2.20 | 2.24 | 2.27 | 2.30 | Res.     | Notas                |
| ---- | ------------------------ | ---- | ---- | ---- | ---- | ---- | ---- | -------- | -------------------- |
| 1    | CYP Kyriakos Ioannou     | -    | o    | o    | xxo  | o    | o    | 2.30 (Q) | Recorde da temporada |
| 2    | BOT Kabelo Kgosiemang    | -    | o    | o    | o    | xo   | xo   | 2.30 (Q) | Recorde da temporada |
| 3    | RUS Yaroslav Rybakov     | -    | -    | o    | o    | o    | xxo  | 2.30 (Q) |                      |
| 4    | ITA Giulio Ciotti        | -    | o    | o    | o    | o    | xxx  | 2.27 (q) |                      |
| 4    | NED Martijn Nuyens       | o    | o    | o    | o    | o    | xxx  | 2.27 (q) |                      |
| 4    | USA Keith Moffatt        | -    | o    | o    | o    | o    | xxx  | 2.27 (q) |                      |
| 7    | CZE Jaroslav Bába        | -    | -    | o    | xo   | o    | xxx  | 2.27 (q) |                      |
| 8    | GRE Konstadínos Baniótis | -    | o    | o    | o    | xxx  |      | 2.24     |                      |
| 9    | BAH Trevor Barry         | -    | xo   | o    | o    | xxx  |      | 2.24     |                      |
| 10   | RUS Andrey Tereshin      | -    | o    | o    | xo   | xxx  |      | 2.24     |                      |
| 11   | USA Tora Harris          | -    | o    | xxo  | xxo  | x-   | xx   | 2.24     |                      |
| 12   | UKR Andriy Protsenko     | o    | xo   | o    | xxx  |      |      | 2.20     |                      |
| 13   | POL Grzegorz Sposób      | o    | o    | xo   | xxx  |      |      | 2.20     |                      |
| 14   | SRB Dragutin Topić       | -    | xxo  | xxx  |      |      |      | 2.15     |                      |
|      | KAZ Sergey Zassimovich   |      |      |      |      |      |      | DNS      |                      |

#### Grupo B
| Pos. | Atleta                 | 2.10 | 2.15 | 2.20 | 2.24 | 2.27 | 2.30 | Res.     | Notas                |
| ---- | ---------------------- | ---- | ---- | ---- | ---- | ---- | ---- | -------- | -------------------- |
| 1    | SWE Linus Thörnblad    | -    | o    | o    | o    | o    | xo   | 2.30 (Q) |                      |
| 2    | GER Raul Spank         | -    | -    | o    | xo   | xxo  | xo   | 2.30 (Q) |                      |
| 3    | USA Andra Manson       | -    | o    | o    | xxo  | xxo  | xo   | 2.30 (Q) |                      |
| 4    | RUS Ivan Ukhov         | -    | o    | o    | o    | o    | xxo  | 2.30 (Q) |                      |
| 5    | FRA Mickael Hanany     | -    | o    | o    | xxo  | o    | xxo  | 2.30 (Q) | Recorde da temporada |
| 6    | POL Sylwester Bednarek | o    | xo   | o    | o    | o    | xxx  | 2.27 (q) |                      |
| 7    | BRA Jessé de Lima      | -    | o    | o    | xxo  | o    | xxx  | 2.27     |                      |
| 8    | BAH Donald Thomas      | o    | o    | o    | o    | xo   | xxx  | 2.27     |                      |
| 9    | UKR Yuriy Krymarenko   | o    | o    | o    | xo   | xxx  |      | 2.24     |                      |
| 10   | FIN Oskari Frösén      | -    | o    | -    | xxo  | xx-  | x    | 2.24     |                      |
| 11   | ESP Javier Bermejo     | o    | o    | o    | x-   | xx   |      | 2.20     |                      |
| 11   | JPN Naoyuki Daigo      | -    | o    | o    | xxx  |      |      | 2.20     |                      |
| 11   | UKR Viktor Shapoval    | o    | o    | o    | xxx  |      |      | 2.20     |                      |
| 14   | SVK Peter Horák        | o    | o    | xxo  | xxx  |      |      | 2.20     |                      |
| 15   | BLR Artsiom Zaitsau    | -    | o    | xx   |      |      |      | 2.15     |                      |
| 15   | SYR Majed Aldin Gazal  | o    | o    | xxx  |      |      |      | 2.15     | Recorde da temporada |

### Final
Estes são os resultados da final:
| Pos.              | Atleta                 | 2,18 | 2,23 | 2,28 | 2,32 | 2,35 | Res. | Notas                |
| ----------------- | ---------------------- | ---- | ---- | ---- | ---- | ---- | ---- | -------------------- |
| Medalha de ouro   | RUS Yaroslav Rybakov   | o    | o    | xo   | o    | xxx  | 2.32 |                      |
| Medalha de prata  | CYP Kyriakos Ioannou   | o    | o    | xxo  | o    | xxx  | 2.32 | Recorde da temporada |
| Medalha de bronze | POL Sylwester Bednarek | xo   | o    | xo   | xo   | xxx  | 2.32 | Recorde pessoal      |
| Medalha de bronze | GER Raul Spank         | o    | o    | xxo  | xo   | xxx  | 2.32 | Recorde pessoal      |
| 5                 | CZE Jaroslav Baba      | o    | o    | xxx  |      |      | 2.23 |                      |
| 5                 | FRA Mickael Hanany     | o    | o    | xxx  |      |      | 2.23 |                      |
| 5                 | NED Martijn Nuyens     | o    | o    | xxx  |      |      | 2.23 |                      |
| 5                 | SWE Linus Thornblad    | o    | o    | xxx  |      |      | 2.23 |                      |
| 9                 | USA Andra Manson       | xo   | o    | xxx  |      |      | 2.23 |                      |
| 10                | RUS Ivan Ukhov         | o    | xo   | xxx  |      |      | 2.23 |                      |
| 11                | ITA Giulio Ciotti      | xo   | xxo  | xxx  |      |      | 2.23 |                      |
| 11                | USA Keith Moffatt      | xo   | xxo  | xxx  |      |      | 2.23 |                      |
| 13                | BOT Kabelo Kgosiemang  | xxo  | xxx  |      |      |      | 2.18 |                      |

- x = Arremesso inválido

Legenda
| Recorde mundial       | Recorde mundial (World record)               |                       | Recorde africano                      | Recorde africano (African) |                                           | Q | Classificado por posição (Qualified) |
| Recorde do campeonato | Recorde do campeonato (Championship record)  | Recorde da América    | Recorde da América (Americas)         | q                          | Classificado por melhor tempo (Qualified) |   |                                      |
| Melhor marca do ano   | Melhor marca do ano (World leading)          | Recorde asiático      | Recorde asiático (Asian)              | DNS                        | Não largou (Did not start)                |   |                                      |
| Recorde nacional      | Recorde nacional (National record)           | Recorde europeu       | Recorde europeu (European)            | DNF                        | Não terminou (Did not finish)             |   |                                      |
| Recorde pessoal       | Recorde pessoal do atleta (Personal best)    | Recorde da Oceania    | Recorde da Oceania (Oceania)          | DSQ / DQ                   | Desclassificado (Disqualified)            |   |                                      |
| Recorde da temporada  | Recorde da temporada do atleta (Season best) | Recorde sul-americano | Recorde sul-americano (South America) | NM                         | Sem marca (No mark)                       |   |                                      |